# Irina Gordejeva

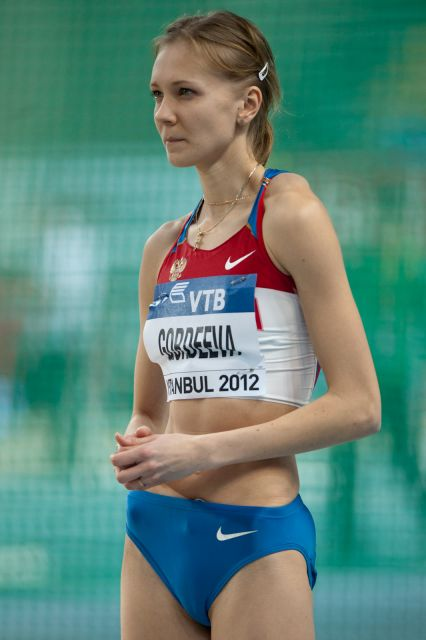
Gordejeva 2012.

Irina Gordejeva, (ryska:Ирина Гордеева), född den 9 oktober 1986, är en rysk friidrottare som tävlar i höjdhopp.
Personbästa 2,02 meter hoppade hon en augustidag 2009 i Eberstadt.

## Personliga rekord
- Höjdhopp utomhus - 2,02 meter (30 augusti 2009 i Eberstadt)
- Höjdhopp inomhus - 2,01 meter (28 januari 2009 i Cottbus)

### Fotnoter
1. ↑  Irina Gordejeva på World Athletics webbplats